# Voacanga africana

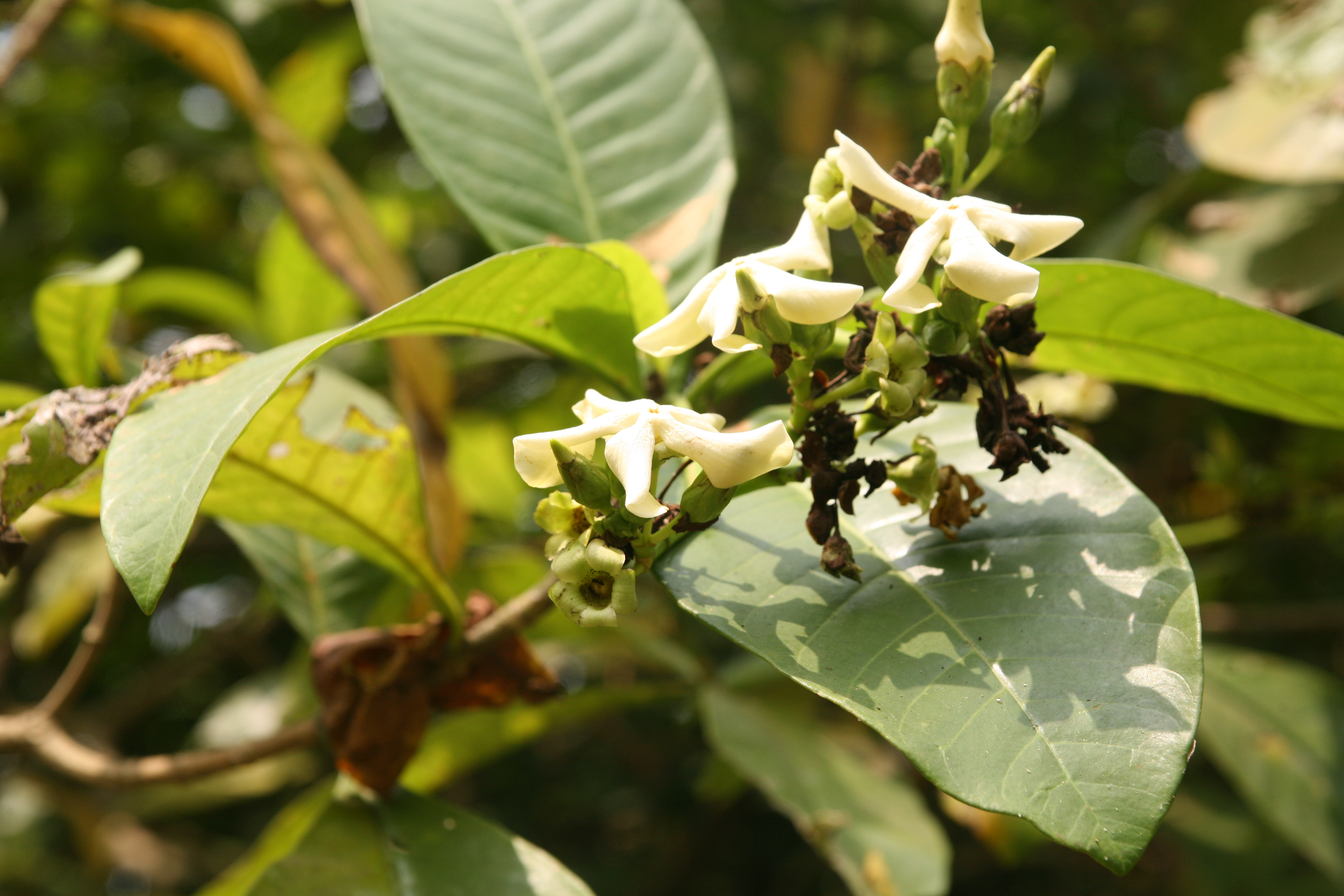
Blütenstand

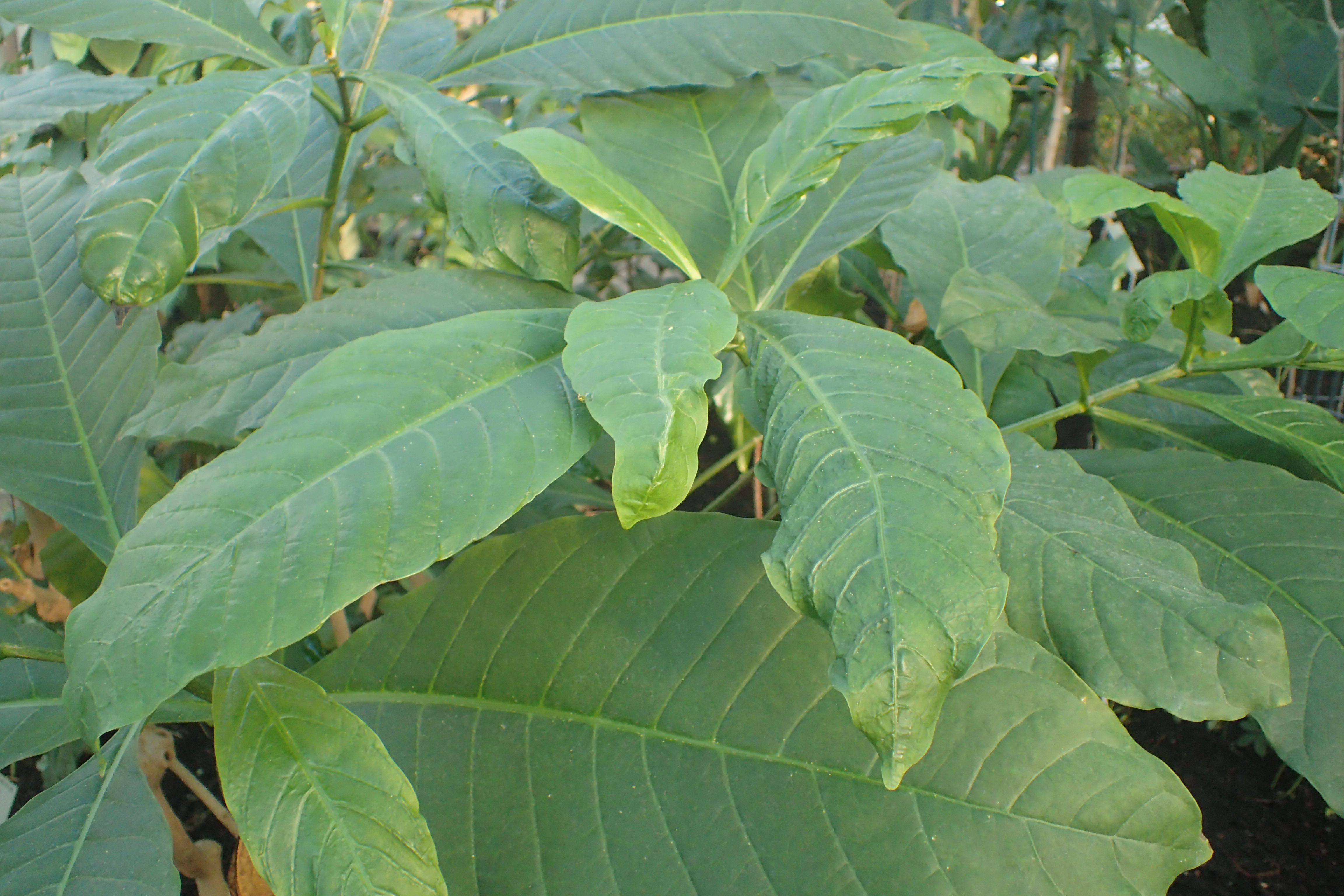
Blätter

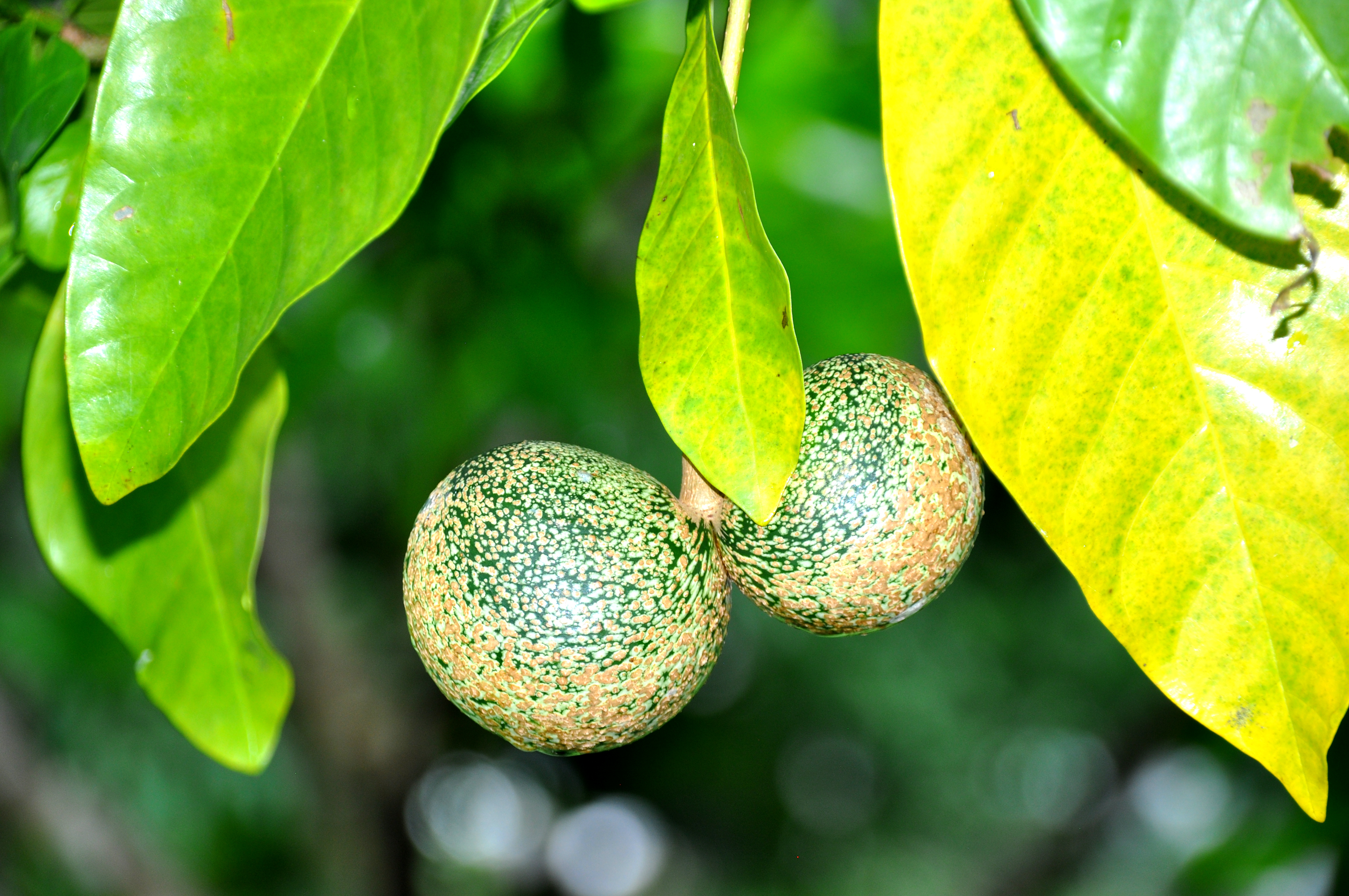
Früchte

Voacanga africana ist eine Pflanzenart innerhalb der Familie der Hundsgiftgewächse (Apocynaceae). Sie wird manchmal Voacangastrauch genannt. Sie ist im tropischen Afrika weitverbreitet.

## Beschreibung

### Erscheinungsbild und Rinde
Voacanga africana wächst als kleiner Baum oder Strauch und erreicht Wuchshöhen von meist 1 bis 10, selten bis zu 25 Metern. Der zylindrische Stamm weist einen Durchmesser von 2 bis 30, selten bis zu 40 Zentimetern auf. Die Borke ist gräulich und glatt oder manchmal nahe der Basis flach rissig. Auf der Rinde der Äste und Zweige sind deutlich Lentizellen zu erkennen. Die Rinde der jungen Zweige ist glatt bis flaumig behaart. Es ist mehr weißer Milchsaft in der Rinde als in der Borke vorhanden. Die niedrige Krone ist weit ausgebreitet.

### Blatt
Die gegenständig an den Zweigen angeordneten Laubblätter sind meist ungestielt (= sitzend) oder seltener kurz gestielt. Wenn ein Blattstiel vorhanden ist, dann ist er kahl bis flaumig behaart und bis zu 2 Zentimeter lang. Die Blattstiele eines Blattpaares sind zu einer kurzen Ochrea verwachsen, die sich nicht in Intrapetiolarstipeln verbreitert. In den Blattachseln sind Drüsen in Form einer Reihe von Kolleteren vorhanden. Die Blattspreiten sind in Form und Größe relativ veriabel. Die einfache und ganzrandige Blattspreite ist bei einer Länge von meist 15 bis 17 Zentimetern (7 bis 41,5 Zentimetern) sowie einer Breite von 3 bis 20 Zentimetern 1,5- bis 3,5-, selten bis zu 4-mal so lang wie breit und schmal- bis breit-elliptisch bis verkehrt-eiförmig mit keilförmiger oder herablaufender Spreitenbasis und zugespitztem oder bespitztem, selten stumpfem oberen Ende. Die Blattoberseite ist dunkelgrün und glänzend, die Unterseite ist heller grün als die -oberseite. Zur Blütezeit ist die Blattspreite meist hellgrün und zur Fruchtzeit etwas dunkler. Frisch sind die Blattspreiten häutig und getrocknet pergamentartig. Beide Blattseiten sind in der Regel kahl, die Unterseite oder die untere Mittelrippe können flaumig behaart sein. Auf beiden Seiten der Mittelader sind 8 bis 22 Seitennerven und die weitere Nervatur ist kaum erkennbar.

### Blütenstand und Blütenstiel
Der meist relativ lange Blütenstandsschaft und die Achsen sind hellgrün und kahl bis spärlich flaumig behaart. Inklusive Schaft ist der Blütenstand 6 bis 25 Zentimeter lang bei einem Durchmesser von 4 bis 15 Zentimetern. Es werden achsel- oder endständige locker verzweigte zymöse oder schirmrispige Blütenstände gebildet in denen sich locker verteilt viele Blüten befinden. Die eiförmigen und stumpfen Tragblätter fallen meist, bevor die Blütenknospen die volle Größe erreicht haben ab. Die Tragblätter sind etwa so lang wie die Kelchblätter und in ihren Achseln befinden sich wenige haltbare Kolleteren. Die obersten Tragblätter sind oft schmaler. Alle Tragblätter hinterlassen auffällige Narben. Der schlanke, hellgrüne und kahle bis spärlich flaumig behaarte Blütenstiel ist 3 bis 20 Millimeter lang.

### Blüte
Die stark und unangenehm riechenden, zwittrigen Blüten sind bei einem Durchmesser von 3 bis 4 Zentimetern radiärsymmetrisch und fünfzählig mit doppelter Blütenhülle.
Die fünf Kelchblätter sind hellgrün und innen meist heller. Sie werden abgeworfen, nachdem die Kronblätter abgeworfen wurden und bevor die Frucht sich entwickelt. Die, solange sie aufrecht stehen, 7 bis 19 Millimeter langen Kelchblätter sind verwachsen. Die Kelchblätter sind innen sowie außen kahl oder flaumig behaart. Im Kelch befindet sich eine bis zu 1 bis 2 Millimeter lange Zone von der Basis der Kelchröhre bis zur Basis der Kelchlappen mit Kolleteren, wobei die obersten unregelmäßig oder in ein bis drei übereinanderliegenden Reihen angeordnet sind. Die Kelchröhre ist 3,5 bis 9 Millimeter lang, die Lappen sind 0,8- bis 1,3-mal länger als die Röhre. Die fünf aufrechten und meist teilweise zurückgekrümmten, fast gleichen Kelchlappen sind bei einer Länge von 3,5 bis 8 Millimetern sowie einer Breite von 3,5 bis 8 Millimetern 0,7- bis 1,3-, selten bis zu 1,7-mal so lang wie breit und breit-eiförmig bis länglich mit stumpfem, gerundetem, gestutztem, ausgerandetem oberen Ende. Die Kelchblätter sind in der Blütenknospe dachziegelartig überlappend mit ganzem Rand.
Die fünf Kronblätter sind cremefarben, grünlich-cremefarben, gelb oder weniger oft weiß. In der vollentwickelten Blütenknospe sind die Kronblätter insgesamt 17 bis 31 Millimeter lang, wobei die Kronlappen mit 8,5 bis 19 Millimetern 1/2 bis 2/3 der Länge der Knospe besitzen. Die Kronblätter sind auf beiden Seiten kahl oder weniger oft sehr fein flaumig behaart und innen oft flaumig behaart. Die fünf Kronblätter sind röhrig verwachsen. Die Kronröhre ist mit 7 bis 15 Millimetern etwas kürzer bis etwas länger als der Kelch (solange die Kelchlappen aufrecht stehen) und zylindrisch. Der Kronschlund weist einen Durchmesser von 3 bis 5 Millimetern auf. Die Kronlappen sind 1,4- bis 2,5-mal so lang wie die Kronröhre. Die fünf Kronlappen sind bei einer Länge von 12 bis 37 Millimetern sowie einer Breite von 7 bis 16 Millimetern selten 1,1- bis meist 1,5- bis 2,2-mal so lang wie breit und schmal verkehrt-eiförmig oder elliptisch mit gerundetem oder stumpfem oberen Ende, dessen Ränder meist nach oben gebogen sind. Die ganzrandigen Kronlappen sind ausgebreitet und oft später zurückgebogen.
Es ist nur ein Kreis mit fünf zusammenhängenden Staubblättern vorhanden. Die Staubblätter sind in der Kronröhre 2 bis 3 Millimeter unterhalb des Kronschlundes inseriert. Die Staubblätter überragen die Kronröhre um 0,5 bis 1,2 Millimeter oder sind manchmal etwa gleich lang. Staubfäden sind nicht erkennbar. Die sitzenden kahlen Staubbeutel sind bei einer Länge von 4 bis 5 Millimetern sowie einer Breite von 1,3 bis 2,5 Millimetern schmal-dreieckig mit pfeilförmiger Basis und zugespitztem sterilem oberen Ende.
Die zwei 1,6 bis 2,5 Millimeter langen Fruchtblätter sind nur an ihrer Basis durch eine ringförmige, diskusähnliche 0,8 bis 1,2 Millimeter hohe Verdickung und am oberen Ende durch den Griffel verbunden. In jedem Fruchtblatt sind etwa 200 Samenanlagen vorhanden. Der kahle Griffel ist an seiner Basis verdreht und geteilt und bei einer Länge von 4 bis 8 Millimetern schmal verkehrt-konisch sowie am oberen Ende etwas schmaler als die „Clavuncula“. Die sogenannte Clavuncula ist 1 bis 1,7 Millimeter lang mit einem Durchmesser von 1 bis 1,7 Millimetern und weist einen Ring mit einem Durchmesser von 1,7 bis 3 Millimetern auf.

### Frucht und Samen
Die Balgfrüchte stehen oft paarweise zusammen, manchmal entwickelt sich auch nur eine der beiden. Die Früchte sind bei einer Länge sowie Breite von 3 bis 8 Zentimetern und von einem Durchmesser von 2,5 bis 7 Zentimetern asymmetrisch eiförmig oder fast kugelig und teils etwas abgeflacht. Die Früchte sind grün und mit braunen bis gelblichen Lentizellen gesprenkelt; sie werden getrocknet hellbraun. Sie öffnen sich mit zwei Fruchtklappen, deren Wände 5 bis 15 Millimeter dick sind und sie enthalten viele Samen. Die Samen befinden sich in einem gelben bis orangefarbenen Arillus. Die dunkelbraunen, matten Samen sind bei einer Länge von 7 bis 10 Millimetern, einer Breite von 3,5 bis 5 Millimetern sowie einem Durchmesser von 3 bis 4 Millimetern schräg ellipsoid seitlich mit vier bis fünf Furchen und die Oberfläche ist feinwarzig.

### Chromosomenzahl
Die Chromosomenzahl beträgt 2n = 22.

## Vorkommen
Voacanga africana ist im tropischen Afrika weitverbreitet und kommt auf Inseln im Golf von Guinea vor. Es gibt Fundorte im Sudan, in Kenia, Tansania, Uganda, Angola, Malawi, Mosambik, Sambia, Simbabwe, Benin, Burkina Faso, Gambia, Ghana, Guinea, Guinea-Bissau, Liberia, Mali, Nigeria, Senegal, Sierra Leone, Togo, Burundi, Kamerun, Zentralafrikanische Republik, Äquatorial-Guinea, Gabun, Republik Kongo sowie Zaire.
Voacanga africana gedeiht in Höhenlagen von 0 bis 1000 Metern im offenen Waldland oder in lichten Wäldern, Galeriewäldern oder an nur an feuchten Standorten in Savannen.

## Taxonomie
Die Erstveröffentlichung von Voacanga africana erfolgte durch Otto Stapf. Das Artepitheton africana bedeutet afrikanisch. Synonyme für Voacanga africana Stapf sind: Voacanga africana var. auriculata Pichon, Voacanga angolensis Stapf ex Hiern, Voacanga boehmii K.Schum., Voacanga lutescens Stapf, Voacanga schweinfurthii Stapf.

Chemische Struktur von Voacangin

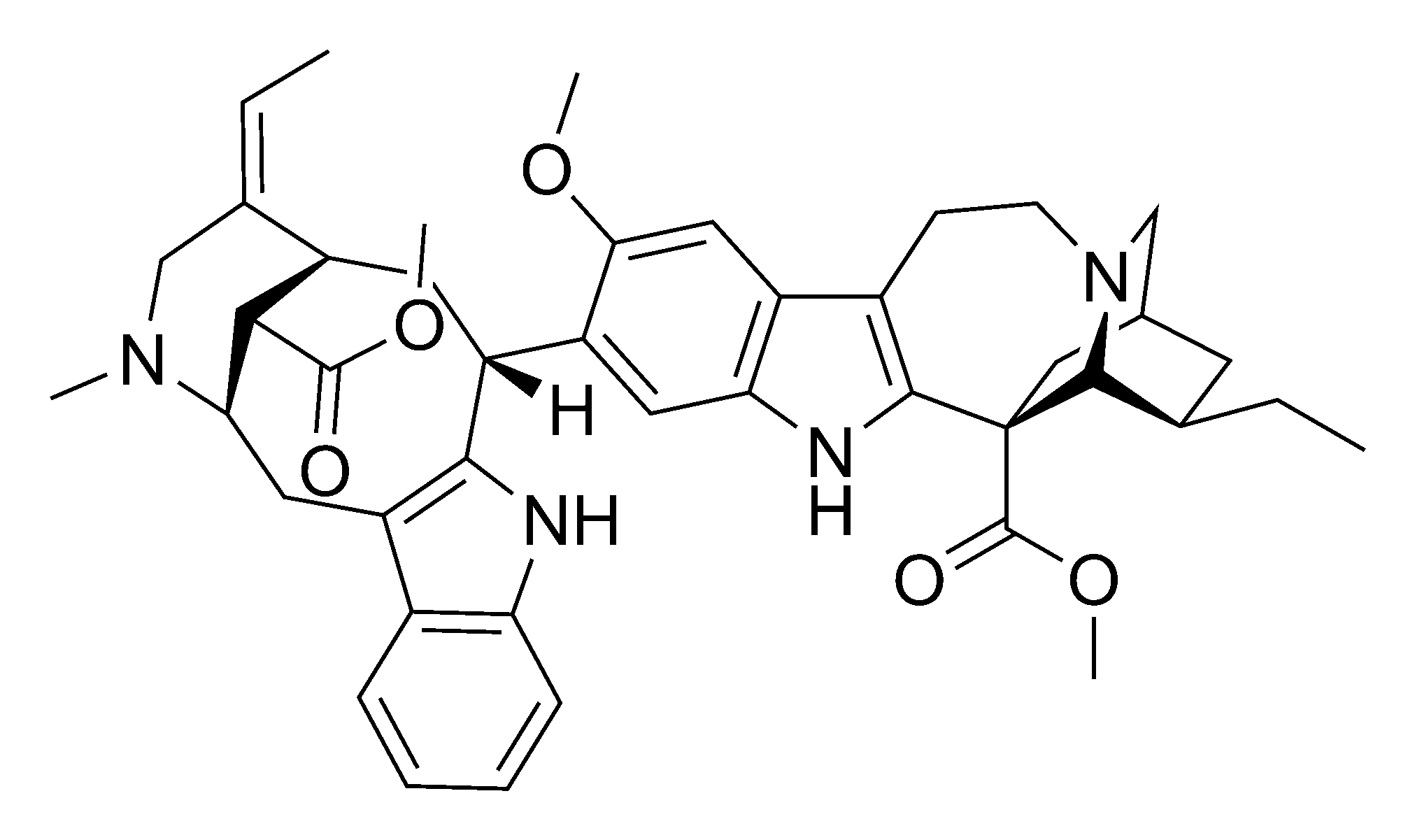
Chemische Struktur von Voacamin

## Inhaltsstoffe und Nutzung
Hauptsächlich Samen und Rinde enthalten Voacanga-Alkaloide wie Voacangin, Voacamin, Voacamidin, Voacorin. Die Pflanzenteile finden bei afrikanischen Ureinwohnern u. a. als Halluzinogen für kultische Zeremonien und als Aphrodisiakum Verwendung.

### Ethnomedizinischer Gebrauch
Ein Dekokt aus der Stamm- oder Wurzelrinde dient zur Behandlung von psychischen Störungen und als Analgetikum. Der Milchsaft wird auf kariöse Zähne aufgetragen. Im Südosten Nigerias wird Voacanga africana in vielen Heilritualen verwendet.